# Antitankmijn

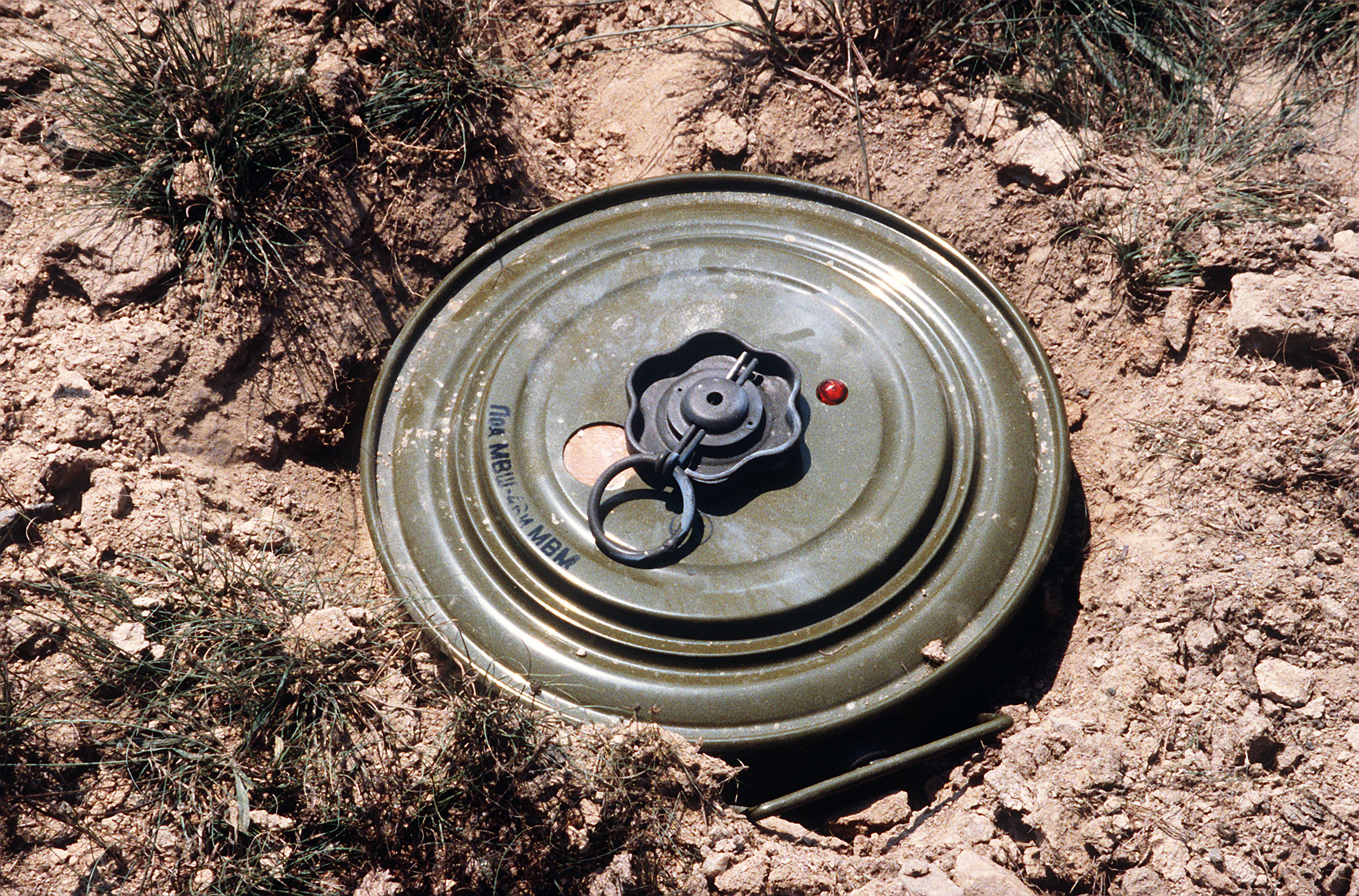
Een Russische TM-46 antitankmijn.

Een antitankmijn of antivoertuigmijn is een type landmijn ontworpen om voertuigen inclusief tanks en andere pantservoertuigen te vernietigen.
Vergeleken met mijnen bedoeld tegen infanterie (manschappen) bevatten antitankmijnen een grotere explosieve lading en een ontstekingsmechanisme dat afgesteld is om alleen bij voertuigen af te gaan.

## Geschiedenis

### Eerste Wereldoorlog
De eerste antitankmijnen werden gedurende de Eerste Wereldoorlog door de Duitsers geïmproviseerd om tegenstand te bieden aan de eerste tanks (van het type Mark I en volgende) die vanaf september 1916 ingezet werden door het Verenigd Koninkrijk. In het begin was zo'n mijn niet meer dan een begraven granaat of mortiergranaat met zijn ontsteking omhoog geplaatst. Later werden er mijnen speciaal voor dit doel geproduceerd, zoals de Flachmine 17, een eenvoudige houten doos volgestopt met explosieven. Aan het einde van de oorlog hadden de Duitsers speciale mijnenlegtechnieken ontwikkeld, en 15 % van de Amerikaanse tankslachtoffers werd gedurende de laatste slagen door antitankmijnen gedood.

### Interbellum
De Sovjet-Unie begon met het ontwikkelen van mijnen in het begin van de jaren twintig en produceerde in 1924 haar eerste antitankmijn. Deze mijn was ontwikkeld door Jegorov en Zelinskiy en had een lading van 1 kg, wat genoeg was om de rupsbanden van tanks af te blazen. Ondertussen inspireerde de nederlaag in de oorlog de Duitse ontwikkelingen, waaruit in 1929 de eerste moderne antitankmijn voortkwam, de Tellermine 29. Het was een schijf met een doorsnede van dertig centimeter, gevuld met ongeveer vijf kilogram aan springstof. Een tweede mijn, de Tellermine 35, werd in 1935 ontwikkeld. Antitankmijnen werden tijdens de Spaanse Burgeroorlog door beide partijen gebruikt . Republikeinse troepen haalden Nationalistische mijnen uit de grond en gebruikten deze tegen hen als wapen. Dit versnelde de ontwikkeling van manieren om menselijk aanraken te voorkomen.

### Tweede Wereldoorlog
Van begin af aan werden door alle partijen veel antitankmijnen ingezet. Het verhaal dat Frankrijk er tijdens Fall Gelb, de Duitse invasie van mei 1940, weinig bezeten zou hebben, is een mythe.
De meest gebruikte Duitse antitankmijn in de Tweede Wereldoorlog was de Tellermine 29. Sommige varianten waren rechthoekig, maar in alle gevallen diende het omhulsel alleen als behuizing voor de explosieven en ontsteking en werd deze niet gebruikt om door fragmentatie het vernietigend effect te verhogen (bijvoorbeeld als shrapnel) — dit heeft namelijk tegen een pantserplaat weinig uitwerking.
Hoewel andere methoden zoals werpmijnen, kleefmijnen (die gebruik maakten van lijm) en mijnen die magnetisch aan tanks bleven hechten werden ontwikkeld, vallen deze niet onder de categorie landmijnen aangezien ze niet begraven worden en niet vanaf afstand of door druk tot ontploffing worden gebracht. De Hawkinsmijn was een Britse bom die zowel begraven als naar de tank gegooid kon worden.
Tijdens de latere jaren van de oorlog werden er vaak gigantische hoeveelheden antitankmijnen gelegd, vooral door Duitsland dat een achterstand in de tankproductie had en zich zo tegen de zwermen geallieerde tanks probeerde te beschermen. Als het front langere tijd vastliep, werden de mijnengordels steeds breder en dichter. Ook bij de Atlantikwall werden miljoenen mijnen gelegd om de Invasie af te slaan. Dit leidde weer tot de ontwikkeling van speciale mijnenruimende tanks, zoals de Sherman M4-A4 'Crab'. De verschillende technieken om mijnen met tanks onschadelijk te maken - vlegels, stampers, rollers, walsen en ploegen - worden nog steeds toegepast.

## Moderne antitankmijnen
Na 1945 had men nog veel oorlogsvoorraden, maar in de jaren vijftig kwam in verband met de Koude Oorlog de productie van het wapen weer op gang. De nadruk lag nu minder op massaliteit en meer op kwaliteit.
Ontwikkelingen die geleid hebben tot een grotere vernietigingskracht van antitankmijnen:
- Effectievere explosieve ladingen en het holle lading-effect.
- Gebruik van niet-metalen materialen waardoor ze niet detecteerbaar zijn met behulp van een gangbare metaaldetector. Eerder werd daarvoor hout en ook wel glas gebruikt, later kunststoffen.
- Nieuwe methoden van verspreiding (vanuit vliegtuigen of door artillerie).
- Ontstekingsmechanismen die door seismische of magnetische effecten of een combinatie van factoren in werking worden gesteld. Typisch voor moderne mijnen is de inbouw van een teller: pas na geraakt te zijn door een in te stellen aantal voertuigen ontploft de mijn, zodat ruiming bemoeilijkt wordt en het verstorend effect vergroot.
- Geavanceerde methoden om verwijdering en hergebruik te voorkomen; de mijn ontploft wanneer niet de juiste procedure wordt gevolgd.

## Moderne verspreidingsmethoden
Er bestaan verschillende moderne methoden om mijnen snel over een groot gebied te verspreiden, tegenover het een voor een leggen van de mijnen. Deze methoden kunnen bestaan uit clusterbommen of artillerievuur.

### Clusterbom
Elke clusterbom bevat verschillende mijnen. Wanneer de clusterbom een bepaalde vooraf bepaalde hoogte bereikt, worden de mijnen door een lichte ontploffing over een groot gebied verspreid.

### Artillerie
Sommige antitankmijnen zijn ontworpen om afgevuurd te worden door (raket)artillerie en stellen zichzelf in werking bij het raken van de grond. Een voorbeeld hiervan is de Amerikaanse M57 mijn. Deze methode stelt legercommandanten in staat doorgebroken colonnes van tanks of pantservoertuigen tegen te houden of bedreigde sectoren van het front snel te versterken. In de aanval kan de methode handig zijn om een terugtocht van de vijand te verhinderen. Vooral raketartillerie is hierbij een erg geschikt middel. In de jaren tachtig werd hiervoor bij de NAVO een enorme lobby gevoerd met als gevolg dat er vrij veel van deze tamelijk dure systemen zijn aangeschaft. Ook de Sovjet-Unie had echter van deze systemen.

## Tactiek
De basisgedachte achter de antitankmijn is zeer eenvoudig: men laat de vijand als het ware zelf zijn tanks vernietigen door ze in een mijnenveld te laten rijden. Daar de mijnen niet duur hoeven te zijn, is het een zeer efficiënt verdedigingssysteem. Het is echter lang niet altijd mogelijk om een frontsector volledig ondoordringbaar te maken door hem met antitankmijnen te verzadigen. Vaak ook ziet men om politieke of strategische redenen ervan af al in vredestijd de grenzen zo te versterken. Aan de Duitse binnengrens werden tussen 1948 en 1990 door de NAVO dan ook geen mijnen gelegd; ten dele om niet onnodig een oorlogssfeer op te roepen, ten dele omdat men hoopte om na het mislukken van een mogelijk Sovjetoffensief zelf die grens te overschrijden.
Zelfs gedeeltelijke mijnenvelden kunnen zeer nuttig zijn. Om te beginnen zijn er stoorvelden die bij het prijsgeven van gebied op de mogelijke opmarsroutes van de vijand gelegd worden zodat zijn krachten langzaam wegslijten. Een versterkte stelling heeft vaak een tankgracht die de vijand tegenhoudt op een afstand waar hijzelf zeer kwetsbaar is voor langeafstandsvuur, maar niet dichtbij genoeg om de ingegraven verdedigende tanks en antitankvoertuigen eenvoudig te raken. Zo'n versperring kan versterkt of vervangen worden door een mijnenveld. Een mijnenveld waarop zo vuur kan worden uitgebracht, vormt een haast onoverkomelijke hindernis: mijnruimende voertuigen kunnen snel worden uitgeschakeld maar het concentreren van voldoende tanks om de verdedigers te overweldigen, leidt tot enorme verliezen onder de aanvallers, vooral ook omdat zulke stilstaande concentraties zeer kwetsbaar zijn voor luchtaanvallen en (raket)artilleriebombardementen. Een mijnenveld is dus een goede force multiplier: een systeem dat andere systemen vele malen effectiever maakt.
Om effectief te zijn, is het niet nodig dat in een mijnenveld de mijnen zeer dicht op elkaar gelegd worden. Bij veertig mijnen per hectare zijn er grote tussenruimten. Toch is de kans dat een daarin honderd meter oprukkende tank een mijn raakt al zo'n 60% bij antitankmijnen met een drukontsteker, en zelfs ruim 90% indien van een magneetontsteker gebruikgemaakt wordt, omdat die niet alleen door de rupsbanden maar ook door de hele bodem van de tank wordt geactiveerd. Een oprukkende eenheid kan het zich dus niet veroorloven zo'n veld te negeren. Als men haast heeft, past men wel de "ganzenpas" toe: men laat één tank voorop rijden; de andere rijden erachteraan totdat hij uitgeschakeld wordt, waarop een volgende de kop overneemt. Niet altijd zal het moreel hiervoor sterk genoeg zijn; bij een mijnenveld gedekt door vuur komt deze tactiek vrijwel op zelfmoord neer daar het te eenvoudig is alle vuur op de koptank te concentreren. Omdat ook minder dichte mijnenvelden effectief zijn, waren de oorlogsvoorraden op het eind van de Koude Oorlog niet zeer groot; voor het Nederlandse leger, dat een sector van zestig kilometer breedte te verdedigen had, zo'n 140.000 stuks. Het lag in de bedoeling om bij oplopende spanningen een aanzienlijke massaproductie van antitankmijnen op te starten; dit technisch eenvoudige wapentype kan snel in grote hoeveelheden geproduceerd worden.
Bij een moderne verdedigingstelling wordt meestal vuur afgegeven vanuit geconcentreerde gevechtsposities, met daartussen open schootsvelden. Een verder oprukkende vijand, die de tankgracht overschreden heeft, kan zo vanuit de flank geraakt worden. De gevechtsposities zijn typisch beschermd door een blokkerend mijnenveld, zo dicht dat zij niet overspoeld kunnen worden en een mogelijke terugtocht gedekt wordt. De diepere hogere-echelonsposities, waar de ondersteunende troepen op brigadeniveau liggen, zijn vaak beschermd door een afsluitend grendelveld waardoor geheime aftochtroutes liggen.